# Stratum granulosum

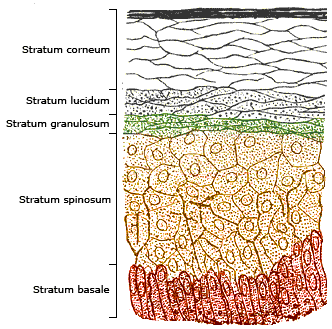
Représentation schématique de la coupe d'un épiderme.

Le stratum granulosum (appelé aussi couche granuleuse) constitue la dernière couche de cellules nucléées de l'épiderme. Elle est formée, selon l'importance de la kératinisation, d'une à quatre assises cellulaires aplaties dont le noyau commence à dégénérer. Le cytoplasme des cellules de la couche granuleuse contient des grains de kératohyaline (ou profilaggrine), précurseur de la kératine, et des lipides qui permettent l'élaboration de la graisse épidermique.
Les grains de kératohyaline (ou profilaggrine) seront dégradés dans les couches supérieures en filaggrine, dont la propriété est de se déposer sur les tonofilaments, favorisant ainsi leur agglomération en macrofibrilles et la formation de la kératine. On trouve aussi dans ces cellules des corps d'Odland : ils renferment des glycolipides qui seront détruits dans les couches supérieures, libérant leur contenu qui forme un ciment intercellulaire liant les cellules mortes entre elles (rôle de protection).